# 오스만 제국 순양함 하미디예
하미디예(Hamidiye)는 오스만 제국 해군의 순양함으로 발칸 전쟁과 제1차 세계대전에서 활약하였다. 종전 후 몇년간 영국 해군이 보유하고 있다가 1925년 터키 공화국에 돌려주었다. 1947년에 퇴역했다.